# Nuillé-sur-Vicoin
Nuillé-sur-Vicoin – miejscowość i gmina we Francji, w regionie Kraj Loary, w departamencie Mayenne.
Według danych na rok 1990 gminę zamieszkiwały 1004 osoby, a gęstość zaludnienia wynosiła 43 osób/km² (wśród 1504 gmin Kraju Loary Nuillé-sur-Vicoin plasuje się na 578. miejscu pod względem liczby ludności, natomiast pod względem powierzchni na miejscu 442.).